# Толстик (Котельничский район)
Толстик — опустевшая деревня в Котельничском районе Кировской области в составе Комсомольского сельского поселения.

## География
Располагается на расстоянии примерно 22 км по прямой на юго-запад от райцентра города Котельнич.

## История
Была известна с 1873 года как Толстовское займище (Толстик), в котором дворов учтено 2 и жителей 30, в 1905 (починок Толстовское или Толстик) 11 и 84, в 1926 (уже деревня) 21 и 119, в 1950 22 и 87, в 1989 оставалось 7 жителей. Настоящее название утвердилось с 1939 года.

## Население
Постоянное население  составляло 1 человек (русские 100%) в 2002 году, 0 в 2010.